# Plateau de Münchberg

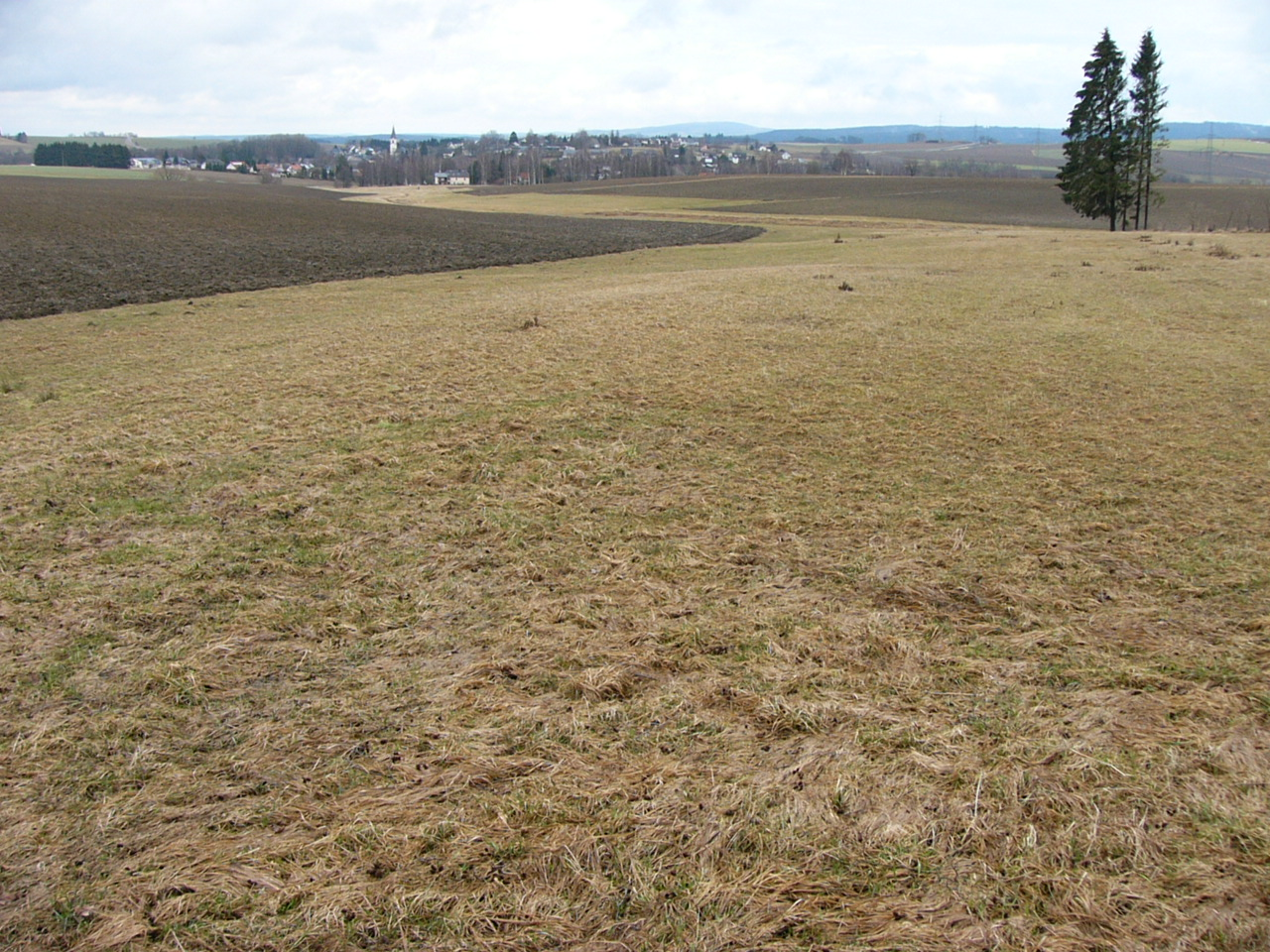
Les ondulations du plateau dans les environs de Weissdorf, à l'est de Münchberg. On aperçoit à l’horizon les contreforts des monts du Fichtel.

Le plateau de Münchberg se dresse au nord-est de la Bavière. La ville de Münchberg en occupe le centre géographique.

## Géographie

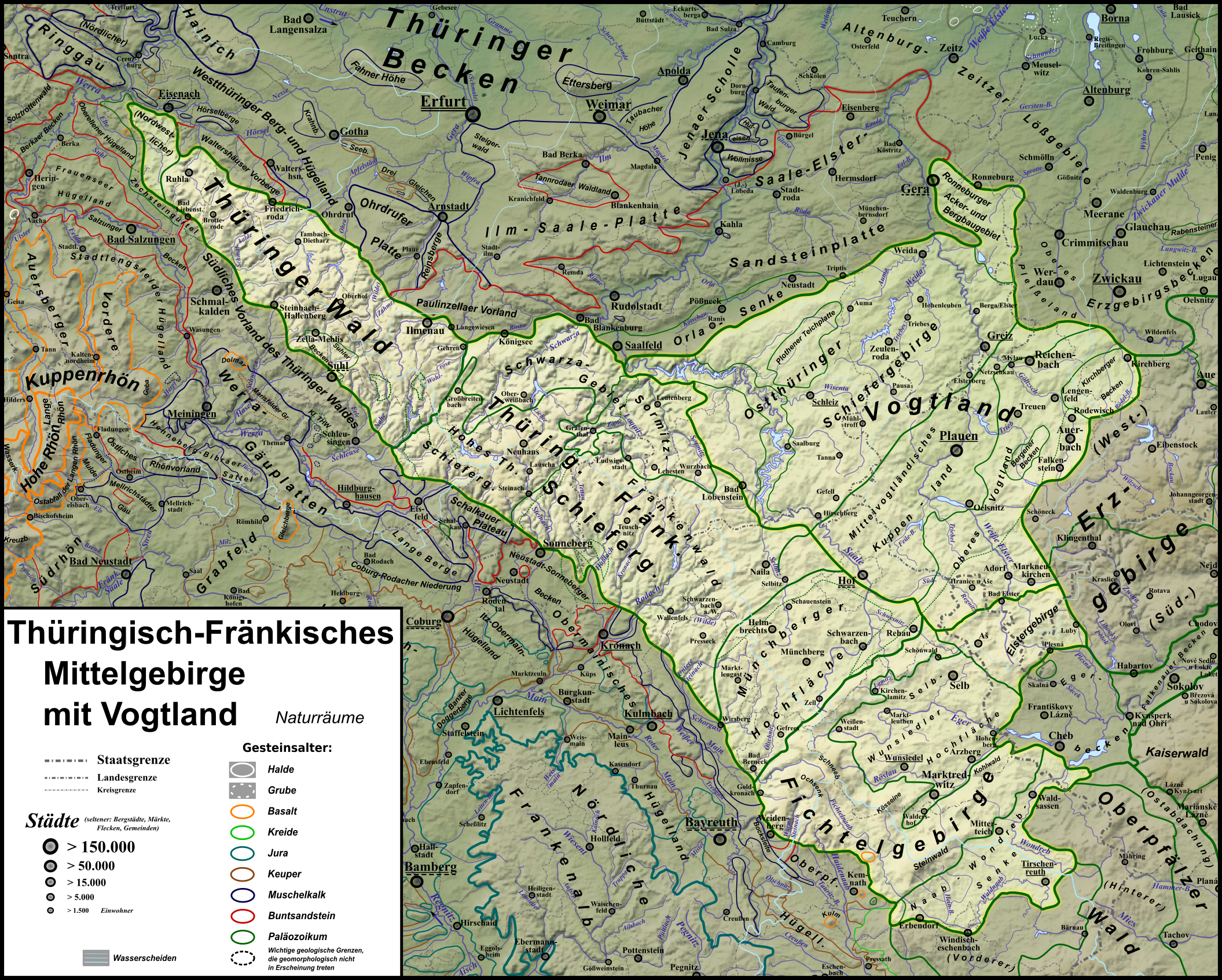
Le plateau de Münchberg au sein des Monts de Thuringe-Franconie.

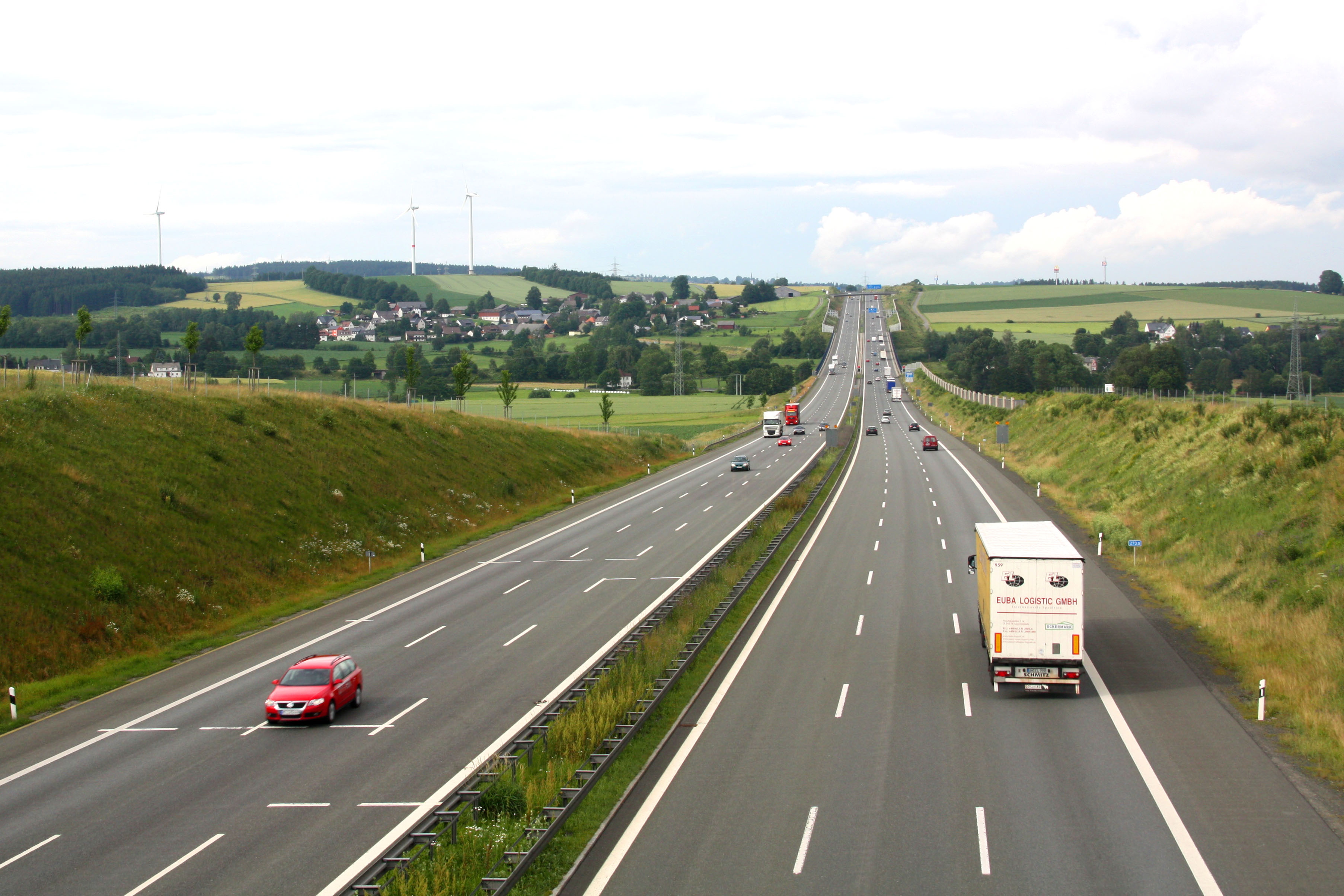
Le plateau de Münchberg vu du sud, depuis un viaduc de l'autoroute A 9, situé à l'ouest de Münchberg.

### Généralités
Le plateau de Münchberg est à la croisée du massif de Frankenwald, des monts du Fichtel, du Vogtland et des collines de la haute vallée du Main. Sa longueur extrême, dans le sens nord-est/sud-ouest, est de 35 km, et sa largeur d'environ 15 km. L'altitude moyenne du plateau est de 600 m. Le plateau de Münchberg est répertorié comme le secteur 393 dans la nomenclature des espaces naturels d'Allemagne ; il dépend de la zone 39 (Massif de Thuringe-Franconie). Depuis septembre 2010, la classification des régions naturelles du Nord-est de la Bavière en cours de révision.
La dénomination de « plateau de Münchberg » n'est pas la plus usitée : la moitié nord-ouest du pays est souvent désignée comme le « Frankenwald », et l'autre moitié est rattachée aux monts du Fichtel.

### Relief
Le plateau est un ensemble de montagnes érodées culminant entre 400 et 700 m d'altitude, séparées par des dépressions larges et peu marquées. La dénivellation maximale oscille entre 70 et 130 m.
Les points bas du massif sont ponctués de chapelets de tourbières, de zones humides et de mares. Les mares sont intensivement exploitées.

### Climat
| Température moyenne annuelle          | +5 à +6 °C   |
| Période végétative                    | < 200 jours  |
| Volume de précipitations moyen annuel | 800–1 000 mm |

### Localités
| - Bad Berneck im Fichtelgebirge - Gefrees - Helmbrechts | - Marktschorgast - Münchberg - Oberkotzau | - Rehau - Schauenstein - Schwarzenbach a. d. Saale | - Stammbach - Zell im Fichtelgebirge |

### Flore
Le plateau de Münchberg est fortement anthropisé, comme le montre d'ailleurs l'importance des défrichements. Les dernières forêts ne se trouvent que vers les sommets : ce sont des monocultures de pin. Les vestiges de forêts de feuillus sont confinés aux coteaux. La végétation des falaises et les ripisylves ne subsistent que très ponctuellement.
Parmi les quelques prairies sèches habitées de nombreuses espèces endémiques et de communautés biotiques adaptées, il faut citer les parcelles sporadiques recouvrant des filons isolés de serpentinite.

## Géologie

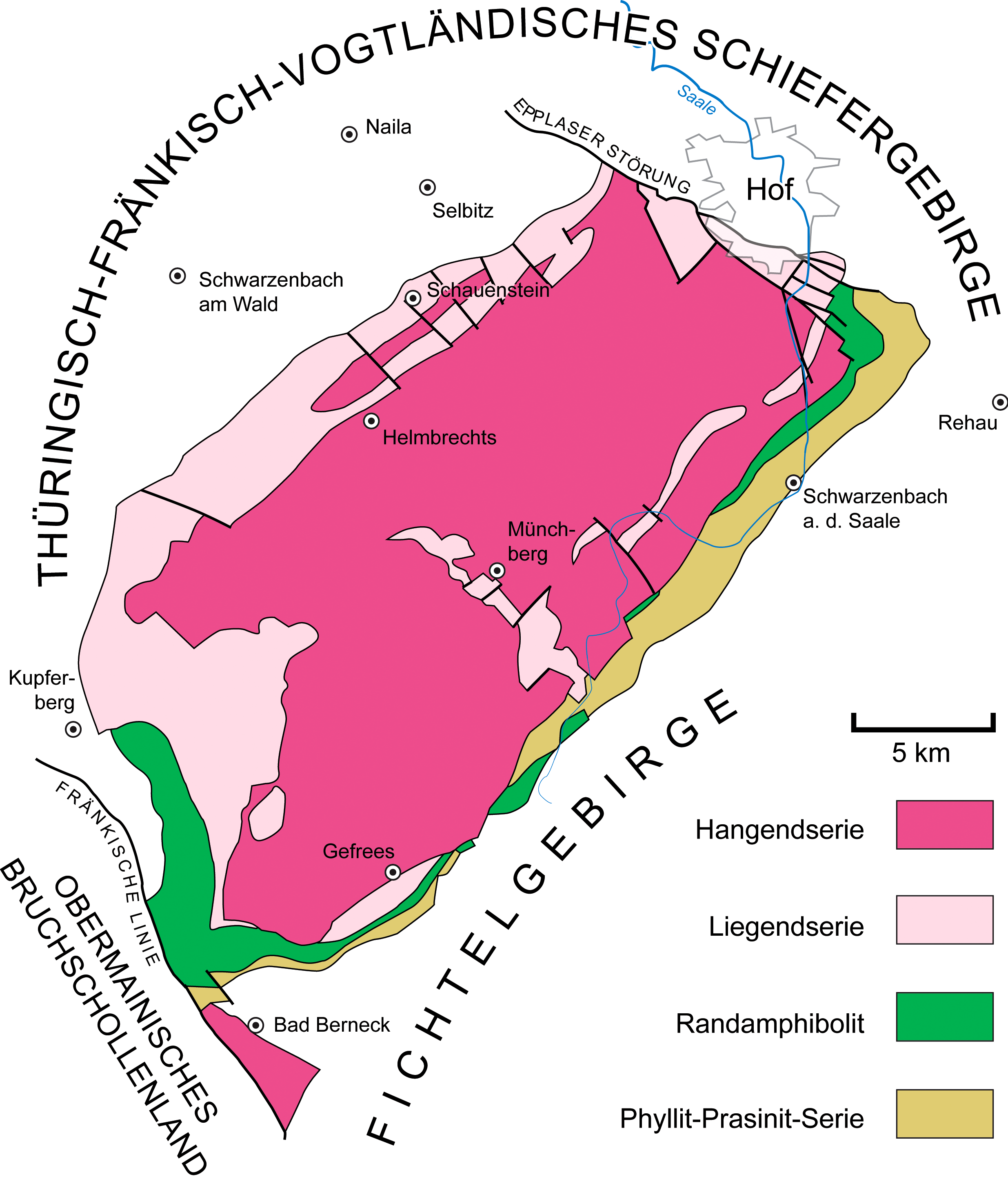
Carte géologique simplifiée du massif de Münchberg.

### Généralités
Le biotope du plateau de Münchberg se confond avec ce que les géologues désignent comme le massif de Münchberg (Münchberger Masse, ou Münchberger Gneismasse). Ce massif de gneiss et de roches métamorphiques se distingue nettement, par sa structure, des chaînes voisines. Selon l'hypothèse retenue pour son orogenèse (allochtone ou para-autochtone, cf. infra), on la rattache soit à la zone saxo-thuringienne, soit au massif de Bohême de la zone Moldava-Danube de la chaîne varisque d’Europe centrale.
Le massif de Münchberg est entouré pratiquement de toutes parts de sédiments marins et de diabases paléozoïques, qui ne sont pas des roches métamorphiques, mais qui ont été plissées lors de l'épisode hercynien, et que l'on rattache aux monts de Thuringe-Franconie. Il n'y a qu'au sud-est qu'elle confine à un mince banc de phyllites, qui se rattache à l'ourlet des granites du massif du Fichtel, juste au sud-est. À sa pointe sud-ouest, le massif de Münchberg, recoupé par la faille de Franconie, se trouve au contact des roches sédimentaires triasiques non plissées des collines de la haute-vallée du Main.
Le grand axe du massif de Münchberg court du sud-ouest au nord-est à peu près parallèlement aux structures de col des montagnes de schiste voisines.

### Origine tectonique
Le massif de Münchberg se compose d'une superposition de quatre séquences métamorphiques ; ce sont, en partant de la surface :
- la séquence pendante,
- la séquence couchée
- la séquence des amphibolites et
- la séquence des phyllites-prasinites

La couche la plus haute du point de vue tectono-stratigraphique, la séquence pendante, est celle des roches fortement métamorphisées et la couche la plus profonde, la séquence des phyllites-prasinites, celle des roches les moins métamorphisées : cette configuration curieuse est qualifiée de « zonage inverse. »
La pile entière, à son tour, est déposée sur les unités pas ou faiblement métamorphiques du « faciès bavarois » des monts de Thuringe-Franconie.
La séquence pendante présente une lithologie tourmentée : le calcaire et le marbre sont incrustés de gneiss à bandes de hornblende, d’amphibolites et de para-gneiss. On trouve à leur base de la serpentinite, de l’éclogite et des composés d'éclogo-amphibolites, dont la taille varie de quelques douzaines de mètres et plusieurs kilomètres de diamètre. Par la présence d'éclogites, la séquence pendante est la seule couche du massif de Münchberg présentant des roches formées sous haute pression. Ce métamorphisme de pression remonte à 390 millions d'années. Les protolithes magmatiques d’éclogite sont vraisemblablement apparus à la fin du Cambrien ou au début de l'Ordovicien.
La séquence couchée est relativement homogène. Elle contient des paragneiss incrustés dans des lentilles d’orthogneiss et de métagabbros. L’intrusion des protolithes d’orthogneiss et de métagabbros dans les protolithes de paragneiss est survenue à la jonction du Cambrien et de l’Ordovicien. Le métamorphisme a été principalement amphibolitique et a eu lieu il y a 380 millions d'années.
La séquence des amphibolites n'affleure qu'à la périphérie du massif de Münchberg. Les amphibolites se présentent aussi bien sous forme d’agrégats que de bandes ou de formations schisteuses, parfois recouvertes de schiste vert. La mylonitisation poussée de la roche aux point de contact avec les plaques chevauchées ou chevauchantes est très caractéristique. Le métamorphisme est intervenu entre 400 et 380 millions d'années.
La séquence phyllite-prasinite est une alternance de laves basiques à intermédiaires et de roches pyroclastiques mélangées d'argiles silteuses, travaillées par le métamorphisme du schiste vert. Les phyllites ont été datées de la fin du Protérozoïque (Vendien inférieur) grâce aux microfossiles, en l'occurrence des Acritarches. Le métamorphisme des phyllites remonte au moins à 370 millions d'années. On trouve de nombreux filons de serpentinite, parfois recouverts de talc, à la jonction avec la séquence des amphibolites.

### Anomalies magnétiques
La serpentinite du filon de prasinite-phyllite du coteau méridional du massif de Münchberg est, par sa teneur relativement importante en roches ferromagnétiques (surtout de la magnétite), à l'origine d'une anomalie magnétique positive facilement mesurable. La magnétisation de ces minéraux s'est produite, soit au cours du métamorphisme qui a entraîné la formation de magnétite (dite rémanence chimique), soit un peu plus tard par les intrusions de granite - en dessous de la serpentinite (rémanence thermique). La serpentinite a été magnétisée à un degré particulièrement élevé dans les affleurements naturels des sommets ou dans les roches dégagées de leur gangue. Cette magnétisation est, à l'échelle des temps géologiques, très récente, et se rétablit régulièrement avec les orages. Elle n'affecte toutefois pas la roche au-delà de cinq mètres d'épaisseur.
Le naturaliste Alexander von Humboldt signalait déjà vers 1800 le magnétisme des roches de serpentinite du versant sud-est du massif de Münchberg.

## Économie
La moitié septentrionale du plateau est le siège d'une culture céréalière intensive, en particulier de maïs. Seules quelques parcelles servent encore de pâtures. La région de Münchberg est essentiellement consacrée au fourrage et à l'élevage. Au-delà, le massif est percé de quelques carrières isolées. Les forêts de pin sont exploitées pour la fourniture de bois d’œuvre.
On envisage désormais une renaturation de la forêt par introduction de hêtres, de chênes, et de sapins et d Tannen au milieu des épicéas. La pisciculture sera moins intensive, les pâtures conservées et améliorées. Les prairies sèches recouvrant les veines de serpentinite doivent être protégées et étendues, et les carrières devenir se repeupler par rétablissement d'un cortège écologique.